# Zrak
Zrak je smjesa plinova što je kao omotač vezana uz Zemlju pretežno gravitacijskim silama, sudjeluje u njezinoj vrtnji, tvori Zemljinu atmosferu i nužna je za život na Zemlji. Ukupna masa suhoga zraka iznosi 5,1 · 1018 kilograma (približno milijunti dio Zemljine mase).

## Toplinski procesi u atmosferi
Atmosferski zrak je smjesa suhog zraka i vodene pare. Sadržaj vodene pare i promjene koje nastaju pri prijelazu vodene pare u tekuće i kruto stanje, odnosno pri prijelazu iz tih stanja u vodenu paru, imaju osobito značenje u atmosferskim procesima. Budući da je količina vodene pare u zraku uvijek malena, to se u mnogim termodinamičkim procesima u atmosferi ne uzima vodena para u obzir, nego se zrak smatra plinskim medijem jedne faze sve dok ne dođe do zasićenja vodenom parom (kondenzacija). Zato se odvojeno razmatra suhi zrak i vlažni zrak koji je zasićen vodenom parom.

## Zemljina atmosfera
Pod Zemljinoj atmosferom se razumijeva zrak (smjesa plinova koja okružuje Zemlju i sudjeluje u njezinoj vrtnji). Osnovni su sastojci zraka (volumni udio): dušik (78,08%), kisik (20,95%), argon (0,93%), te u promjenjivim količinama vodena para (0 do 4%) i ugljikov dioksid (0,03%), a u neznatnim količinama vodik, helij, ozon, metan, amonijak, ugljikov monoksid, kripton i ksenon. Količina vodene pare u atmosferi promjenjiva je, ovisno o temperaturi, a udio se smanjuje i s visinom. U najnižim slojevima atmosfere ima sitnih čestica anorganskoga (sol, prašina, pepeo) i organskog podrijetla (pelud i mikrobi), te olovnih, dušikovih i sumpornih spojeva i čađe, što je posljedica emisije industrije i prometa. Pojedini oksidi dušika i sumpora veliki su zagađivači, osobito zbog djelovanja kiselih kiša i utječu na čovjekovo zdravlje. Posebnu važnost ima ugljikov dioksid, zbog uloge u zagrijavanju atmosfere (staklenički učinak). Količina ugljikovog dioksida posljednjih stotinu godina neprekidno se povećava zbog izgaranja fosilnih goriva. U posljednjih desetak godina porasla je za više od 10%.
Životinje, biljke i čovjek udišu kisik, ali biljkama je potreban ugljikov dioksid za fotosintezu. Topliji zrak je lakši od hladnijeg te se on diže gore, a hladniji se spušta dolje. Na velikim visinama nalazi se vrlo malo zraka, a u svemiru ga nema.  

### Kemijski sastav zraka
Današnji volumni udjel kisika, najvažnijega sastojka zraka za postojeće oblike života na Zemlji, postignut je prije približno 400 do 500 milijuna godina kao posljedica fotosinteze zelenih biljaka u oceanima. Istodobno je fotolizom kisika u višim slojevima atmosfere nastajao ozon, koji štiti žive organizme od štetnoga djelovanja Sunčeva ultraljubičastoga zračenja. Čisti, suhi zrak plin je bez boje, okusa i mirisa. Njegova prosječna fizikalna svojstva ovise o temperaturi, tlaku i nadmorskoj visini. Prosječna je molna masa suhoga zraka 28,97 g/mol, a gustoća na morskoj razini, pri tlaku od 101 325 Pa i temperaturi 0 °C, iznosi 1,295 kg/m3, odnosno 1,2250 kg/m3 pri prosječnoj temperaturi na Zemlji (15 °C). Miješanjem zračnih masa različite gustoće, temperature i tlaka nastaje vjetar. Iako se s porastom visine gustoća i tlak zraka smanjuju eksponencijalno, zbog okomitih i vodoravnih strujanja kemijski je sastav zraka do visine od 80 do 90 kilometara (turbopauza) uglavnom stalan. Zrak sadrži i vodenu paru, kojoj je volumni udjel u rasponu od 0 do 4% (prosječno oko 1%), a ovisi o nadmorskoj visini, klimatskom području i meteorološkim prilikama. Iako im je volumni udjel malen, ugljikov dioksid i vodena para vrlo su važni sastojci zraka, jer apsorbiraju toplinsko zračenje Zemlje (dugovalno zračenje Zemlje) i djelomično ga vraćaju na Zemlju, pri čem se zagrijavaju tlo i oceani. Zrak sadrži i vrlo promjenljive količine krutih i tekućih čestica prirodnog ili ljudskog podrijetla.
Najreaktivniji je sastojak zraka kisik, koji se troši u prirodnim procesima (disanje ljudi, životinja i biljaka, oksidacija stijena), pri izgaranju fosilnih goriva i u mnogim tehnološkim procesima. Asimilacijom biljaka kisik se vraća u zrak i tako kruži prirodom. Kako u mnogim od tih procesa nastaju ugljikov dioksid i voda, koji se na primjer asimilacijom biljaka opet troše, kružni tok kisika i ugljika u prirodi usko su povezani. Dušik je kemijski vrlo trom (inertan) sastojak zraka, no kao glavni kemijski element jedan je od najvažnijih sudionika u biološkim procesima. Nitrificirajući mikroorganizmi koji žive na korijenju mahunarki (leguminoza) vežu dušik iz zraka i otpuštaju ga u tlo u obliku spojeva potrebnih za život drugih biljaka. Denitrificirajući mikroorganizmi, pak, smanjuju (reduciraju) nitratne ione u molekularni dušik, pa tako i dušik kruži prirodom.

## Primjena
Zrak se najviše koristi u različitim industrijskim procesima, gdje kisik služi kao oksidans. Osim toga, zrak se primjenjuje kao sredstvo za grijanje ili hlađenje, u pneumatskim sustavima koji rade sa stlačenim zrakom i drugo. Ukapljeni zrak, plavkasta tekućina koja vrije na –194 °C, služi za dobivanje kisika i dušika frakcijskom destilacijom i za postizanje vrlo niskih temperatura.